# Lago Pequeño Dambecker
El lago Pequeño Dambecker (en alemán: Kleine Dambeckersee) es un lago situado en el distrito de Mecklemburgo Noroccidental, en el estado de Mecklemburgo-Pomerania Occidental (Alemania), a una altitud de 52.4 metros; tiene un área de 42 hectáreas.
Se encuentra ubicado a pocos kilómetros al sur de la costa del mar Báltico.